# آدم فاروق
آدم فاروق هو لاعب كرة قدم مغربي، ولد في 12 ديسمبر 1985 في باريس في فرنسا.